# Evacuazione di civili giapponesi durante la seconda guerra mondiale

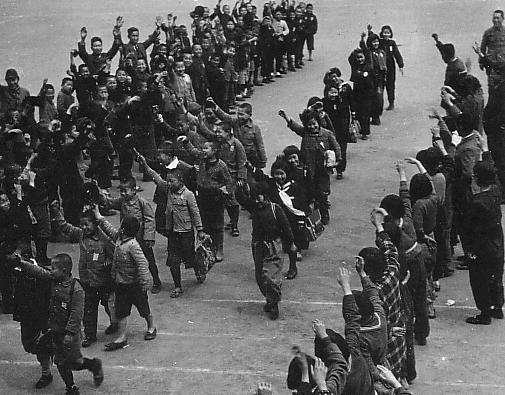
Giovanissimi studenti vengono evacuati nell'agosto 1944.

Fra il 1943 ed il 1945, a causa delle incursioni aeree dell'aviazione americana (USAAF) in Giappone durante la seconda guerra mondiale, circa 8,5 milioni di civili giapponesi furono costretti a fuggire dalle proprie abitazioni. Queste evacuazioni iniziarono nel dicembre 1943 sotto forma volontaria in base ad un programma del governo per preparare le maggiori città ai bombardamenti, evacuando bambini, donne ed anziani nelle città rurali. Nel 1945, dopo che i bombardamenti americani iniziarono a devastare intere città, milioni di civili si aggiunsero a quelli già evacuati, fuggendo verso le campagne.

## Antefatti
Prima dell'inizio della guerra nel Pacifico e durante i primi anni del conflitto, il governo giapponese aveva tenuto in scarsa considerazione la preparazione di misure per la protezione civile nel caso di attacchi aerei contro il paese. I militaristi giapponesi non immaginavano che il proprio paese potesse essere minacciato da attacchi nemici, anche perché negli ambienti militari si pensava che la vastità del Pacifico avrebbe reso impossibile per gli americani attaccare le isole dell'arcipelago. Gli orientamenti dati ai civili prevedevano che essi dovessero rimanere nelle città attaccate da raid incendiari per combattere gli incendi, come parte dei propri doveri civici.
La serie di sconfitte subite dall'esercito imperiale durante la seconda metà del 1942 e del 1943 portarono all'introduzione di politiche mirate alla protezione dei civili dagli attacchi aerei. Queste misure avrebbero dovuto anticipare attacchi sul suolo giapponese nel caso in cui le Isole Marianne fossero state catturate dagli statunitensi. Negli ultimi mesi del 1943, il governo sviluppò dei piani di evacuazione del personale non essenziale da Tokyo, Nagoya, Osaka e dalle città a nord di Kyūshū. Il Primo ministro Hideki Tōjō inizialmente si oppose all'attuazione dei questi piani perché riteneva che essi avrebbero minato il morale della nazione e la coesione familiare, ma alla fine li accettò per ridurre al minimo le vittime civili, in modo che la popolazione avrebbe potuto rigenerarsi più velocemente in previsione delle guerre future. Il Gabinetto dei Ministri decise formalmente di avviare le evacuazioni il 15 ottobre 1943.

## Evacuazioni

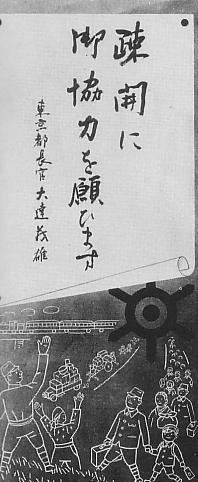
Un cartello informativo su cui è scritto "Per favore, collaborate all'evacuazione"

Il governo lanciò il programma di evacuazione volontaria nel dicembre 1943. Il programma incoraggiava le persone anziane, i bambini e le proprie madri a trasferirsi dalle città principali per trovare rifugio presso case di amici o familiari nelle aree rurali. Il governo tuttavia, diede ben poca assistenza per l'evacuazione. Poche persone evacuarono, ma dopo il bombardamento di Yawata del giugno 1944 (il primo dal "Doolittle raid" dell'aprile 1942), il governo esortò le famiglie ad evacuare urgentemente i propri figli. A seguito di ciò, 459.000 bambini e i propri genitori lasciarono le proprie case per stabilirsi da amici o parenti. Per le famiglie senza alcun contatto nelle campagne, furono creati gruppi composto unicamente da studenti di intere scuole, accompagnati dai propri insegnanti; sino all'agosto 1944, 333.000 bambini furono trasferiti in aree rurali dove continuarono il proprio percorso di studi in pensioni, templi e altri edifici pubblici. Altri 343.000 residenti urbani furono costrette ad abbandonare le proprie abitazioni quando queste furono distrutte per creare piste tagliafuoco all'interno delle città; queste persone si trasferirono in campagna, o vissero i alloggi temporanei vicini al proprio luogo di lavoro.
Il numero degli sfollati aumento considerevolmente nel 1945. I flussi di civili giapponesi in fuga dalle proprie città negli ultimi mesi della guerra probabilmente furono "una delle più grandi migrazioni della storia". Dopo i bombardamenti incendiari di Tokyo del 9-10 marzo 1945, il governo ordinò che tutti i bambini frequentanti le classi dal 3º al 6º anno delle elementari lasciassero le città, e l'87% di questi fu trasferito in campagna entro gli inizi di aprile. Con il prosieguo della campagna di bombardamenti americani, milioni di civili giapponesi fuggirono nelle campagne, stravolgendo i piani di evacuazione del governo, ed altri milioni divennero senzatetto a causa delle incursioni aeree, e l'evacuazione dei sopravvissuti privò le rimanenti fabbriche di manodopera sufficiente per poter operare. Tra il giugno e l'agosto 1945, i bombardieri americani lanciarono volantini di propaganda su numerose città giapponesi, avvisando che esse sarebbero state bombardate, ed esortando i civili ad abbandonare le città. Questo convinse i civili a fuggire, e ridusse la fiducia pubblica verso l'esercito imperiale e convinse i civili che gli americani stessero tentando di minimizzare le perdite civili. In totale, 8,5 milioni di giapponesi furono sfollati a causa dei bombardamenti americani, inclusi 120.000 dei 365.000 abitanti di Hiroshima, che evacuarono prima dell'attacco atomico sulla propria città nell'agosto 1945.

### I problemi per gli studenti evacuati
Molti studenti, una volta evacuati nelle campagne o in città più lontane dai centri industrializzati, furono avviati al lavoro in fabbrica, dove era necessaria manodopera non specializzata, sotto le politiche ufficiali della "Politica per la mobilitazione lavorativa" e la "Politica per la mobilitazione degli studenti". In molti casi gli studenti furono veri e propri volontari che in gruppo chiesero ai propri insegnanti e dirigenti scolastici di permettergli di lavorare nei complessi industriali che avessero bisogno di manodopera. Gli studenti erano alloggiati in dormitori vicini alle fabbriche; il rigido programma giornaliero prevedeva che i bambini si svegliassero, pulissero i loro alloggi, mangiato i pasti, si avviassero da e verso i propri turni di lavoro, e avessero il tempo per provvedere in gruppo alla propria l'igiene personale durante la serata. I genitori erano riluttanti a protestare perché credevano che le fabbriche sotto controllo militare avrebbero potuto dare pasti migliori ai propri figli, ed anche perché le proteste avrebbero potuto attirare l'attenzione della polizia segreta e sospetti di slealtà e sovversione.
Dall'estate del 1944 sino al febbraio 1945, le studentesse liceali lavorarono presso Kokura per costruire palloni bomba che avrebbero dovuto attraversare il Pacifico per detonare negli Stati Uniti. Le ragazze lavoravano in due turni da 12 ore, e contrariamente alle aspettative, il cibo a disposizione era scarso. Quindi, alla fine alcune soffrirono di malnutrizione. Poco dopo il conseguimento del diploma nella primavera del 1945, una delle partecipanti stimò che un decimo delle proprie compagne di classe fosse morto, mentre le altre soffrivano di tubercolosi, nevralgia e rachitismo, oltre a mostrare sintomi di esaurimento fisico a causa dell'esposizione con le sostanze chimiche usate per la creazione dei palloni.
Difficoltà diverse furono incontrate dai bambini troppo giovani per poter essere impiegati nelle fabbriche o che erano stati evacuati in aree dove non c'erano industrie capaci di accettare gli studenti lavoratori. La domanda militare e lo stretto razionamento si tradusse in una scarsità di cibo anche nelle campagne. La transizione dai centri urbani ai tranquilli e bucolici paesi rurali provocò un senso di alienazione dei bambini, bloccati in un ambiente non familiare, con il crescente risentimento delle loro famiglie ospitanti e le prese in giro dei bambini locali quando venivano evidenziate le differenze di accento o l'ignoranza dei bambini cresciuti in città riguardante i lavori agricoli. Un maestro evacuato con i suoi studenti nel 1945, tenne un diario in cui annotò il graduale cambio di attività quotidiane dall'educazione all'agricoltura o alle attività di raccolta. Nell'estate dello stesso anno, gli studenti furono addirittura preparati per un'eventuale invasione del Giappone da parte degli Alleati, addestrandoli al combattimento con lance di bambù e lanciando sassi contro dei bersagli. Gli studenti passavano il resto della giornata coltivando orti, ed alcuni giorni venivano inviati a raccogliere piante come cortecce di wisteria e bambù o canne di bambù. Negli altri giorni estraevano carbone e lo trasportavano da montagne distanti; i compiti di classe includevano anche scrivere lettere ai soldati al fronte.

## Il dopoguerra
Alla fine della guerra, furono fatti sforzi immani per informare i bambini evacuati di quanti familiari erano stati uccisi nelle incursioni aeree. I genitori iniziarono a dirigersi verso le città di campagna per ricongiungersi con i propri figli. Le famiglie che avevano perso un genitori o la casa impiegarono più tempo, a volte settimane, prima di poter localizzare il proprio bambino. I bambini che avevano perso entrambi i genitori e tutti i propri fratelli trascorrevano mesi prima che un cugino o uno zio disponibile ad accoglierlo fosse rintracciato. Gli orfani, così come i veterani sfollati, divennero una questione sociale ed un simbolo visibile della sconfitta nel periodo post-bellico.

## Influenza culturale
Nel 1967, lo scrittore Akiyuki Nosaka pubblicò un romanzo semi-autobiografico dal titolo Una tomba per le lucciole (火垂るの墓?, Hotaru no haka). La storia era basata sulle sue esperienze durante il bombardamento di Kobe del 1945 e di come questa venne evacuata. Il libro, pluripremtiato, fu trasposto nell'acclamato film anime Una tomba per le lucciole, diretto da Isao Takahata e uscito in Giappone nel 1988. Nel film, un ragazzo e la sua giovane sorellina sono costretti a vivere con alcuni parenti nella campagna. La loro zia diventa sempre più ostile nei loro confronti, fino a quando essi si sentono costretti a fuggire. Dopo la fuga iniziano a vivere un periodo difficile alla ricerca di cibo, e soffrono di malnutrizione. Il film è discretamente esplicito, e le difficoltà dei bambini tendono a provocare una forte risposta emotiva da parte degli spettatori. Il film è stato distribuito sul circuito internazionale tramite DVD. La storia fu successivamente riadattata per due film trasmessi in Giappone nel 2005 e nel 2008. Il film del 2005 ritrae la storia dalla prospettiva di uno dei cugini dei due protagonisti, un personaggio minore nell'anime.